# Core Component Technical Specification
La pierre angulaire des activités de standardisation de l'UN/CEFACT est la Spécification Technique des Composants Communs (en anglais : Core Component Technical Specification, CCTS).
Les Composants Communs sont des building-blocks neutres sur le plan de la syntaxe et indépendants technologiquement qui peuvent être utilisés pour la modélisation des données. Les bénéfices majeurs du CCTS sont l'amélioration de la réutilisation des artifacts des données existantes et l'amélioration de l'interopérabilité informatique.